# Jack Killifer

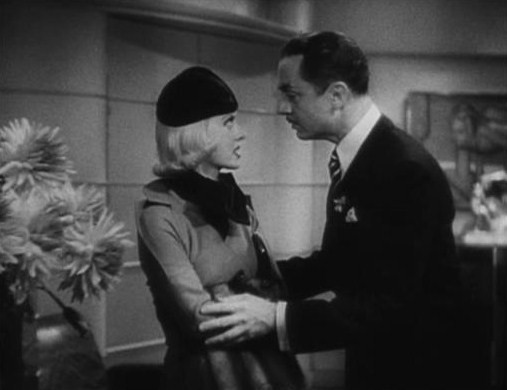
Les Pirates de la mode (1934), avec Bette Davis et William Powell

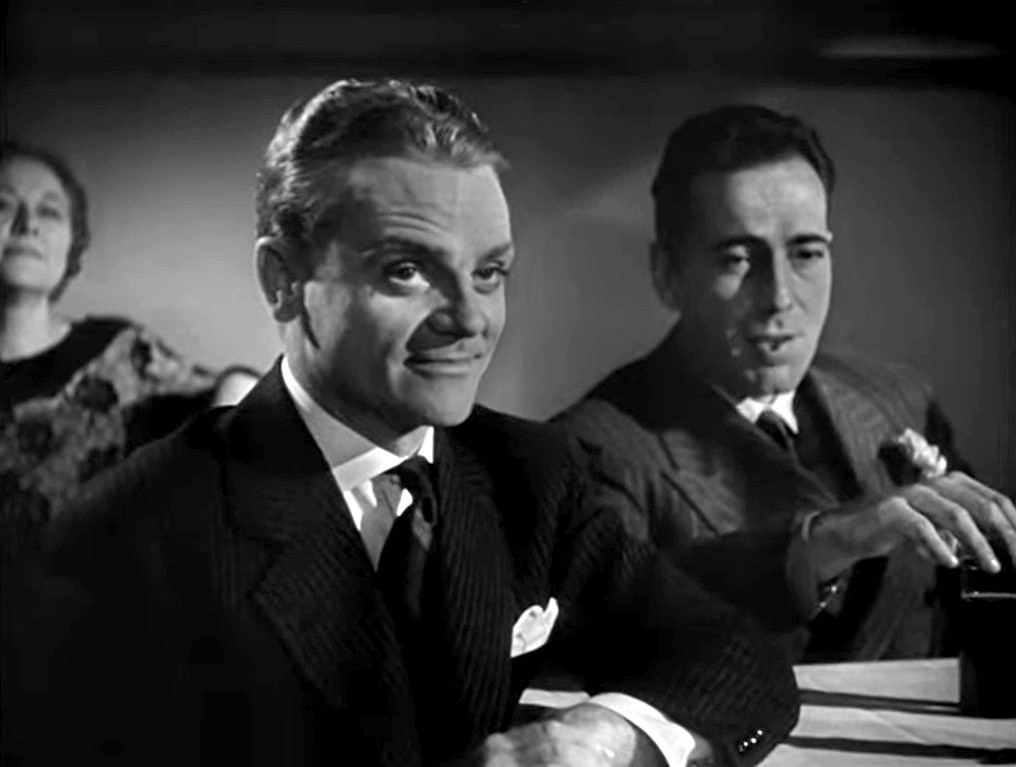
Les Fantastiques Années 20 (1939), avec James Cagney et Humphrey Bogart

Jack Killifer est un monteur américain, né le 19 novembre 1898 à Los Angeles (Californie), ville où il est mort (quartier d'Hollywood) le 6 août 1956.

## Biographie
Au cinéma, pour la Warner, Jack Killifer est monteur sur cinquante-six films américains, depuis Lights of New York de Bryan Foy (1928, avec Helene Costello et Cullen Landis) jusqu'à un court métrage de 1947. Suivent deux derniers films indépendants, sortis respectivement en 1951 et 1955.
Parmi ses films notables, mentionnons Le Beau Joueur d'Alfred E. Green (1931, avec Edward G. Robinson et James Cagney), Les Hors-la-loi de William Keighley (1935, avec James Cagney et Margaret Lindsay), Une certaine femme d'Edmund Goulding (1937, avec Bette Davis et Henry Fonda), ou encore La Grande Évasion de Raoul Walsh (1941, avec Humphrey Bogart et Ida Lupino).
Pour la télévision, il est monteur sur cinq épisodes, diffusés en 1952, de l'émission The Red Skelton Show.
Jack Killifer meurt prématurément en 1956, à 57 ans.

## Filmographie partielle

### Cinéma
- 1928 : Lights of New York de Bryan Foy
- 1929 : La Revue en folie (On with the Show!), d'Alan Crosland
- 1929 : So Long Letty de Lloyd Bacon
- 1931 : Le Beau Joueur (Smart Money) d'Alfred E. Green
- 1933 : Grand Slam de William Dieterle
- 1933 : Female de Michael Curtiz
- 1934 : L'Ombre du passé (Registered Nurse) de Robert Florey
- 1934 : Les Pirates de la mode (Fashions of 1934) de William Dieterle
- 1935 : Les Hors-la-loi (« G » Men) de William Keighley
- 1935 : The Right to Live de William Keighley
- 1935 : Little Big Shot de Michael Curtiz
- 1936 : Guerre au crime (Bullets of Ballots) de William Keighley
- 1937 : Une certaine femme (That Certain Woman) d'Edmund Goulding
- 1937 : Femmes marquées (Marked Woman) de Lloyd Bacon
- 1938 : La Vallée des géants (Valley of the Giants) de William Keighley
- 1938 : Swing Your Lady de Ray Enright
- 1939 : Les Fantastiques Années 20 (The Roaring Twenties) de Raoul Walsh
- 1939 : Je suis un criminel (They Made Me a Criminal) de Busby Berkeley
- 1939 : A Child Is Born de Lloyd Bacon
- 1940 : Torrid Zone de William Keighley
- 1941 : La Grande Évasion (High Sierra) de Raoul Walsh
- 1942 : L'Homme qui vint dîner (The Man Who Came to Dinner) de William Keighley
- 1942 : Gentleman Jim de Raoul Walsh
- 1942 : Le Caïd (The Big Shot) de Lewis Seiler
- 1943 : Intrigues en Orient (Backgroung to Danger) de Raoul Walsh
- 1943 : Du sang sur la neige (Northern Pursuit) de Raoul Walsh

### Télévision (intégrale)
- 1952 : The Red Skelton Show, émission de divertissement, 5 épisodes